# Chapachupa
 (novembre 2020).
Chapachupa est un village du district de Barisal dans la division de Barisal au sud-central du Bangladesh .